# Jacob’s Ladder (Lied)
Jacob’s Ladder ist ein Lied von Huey Lewis and the News aus dem Jahr 1986, das von Bruce Hornsby und seinem Bruder John Hornsby geschrieben wurde. Es erschien auf dem Album Fore!.

## Geschichte
Nach der Veröffentlichung als dritte Single des Albums im Januar 1987 wurde der Titel immer erfolgreicher und erreichte im März 1987 Platz eins der Billboard Hot 100-Charts. Es handelte sich dabei um den dritten Nummer-Eins-Erfolg der Band in den Vereinigten Staaten.
Die im Lied beschriebene Handlung findet in Birmingham, Alabama statt. Das Lied kombiniert das biblische Bild der Jakobsleiter mit einem Protagonisten, der in seinem Leben Tag für Tag kämpfen muss:
Step by step, one by one, higher and higher
Step by step, rung by rung, climbing Jacob's ladder.
Auf der B-Seite der Single erschien die Live-Version des Liedes The Heart of Rock & Roll.
Bruce Hornsby nahm später eine eigene Version des Liedes auf, die jedoch weniger Pop-orientiert war. Diese Version erschien 1988 auf seinem Album Scenes from the Southside. Außerdem nahm er das Lied in sein Konzertrepertoire auf.
Im Musikvideo sieht man, wie die Band das Lied auf einem Konzert aufführt.